# Домингес, Алехандро Дамиан
Алеха́ндро Дамиа́н Доми́нгес (исп. Alejandro Damián Domínguez; род. 10 июня 1981, Ланус, Буэнос-Айрес) — аргентинский футболист, выступавший на позиции нападающего. В 2004—2009 годах играл в России за клубы премьер-лиги «Рубин» и «Зенит». Обладатель Суперкубка УЕФА, Кубка УЕФА, двукратный чемпион Аргентины, двукратный чемпион России. Выступал за молодёжную сборную Аргентины.

## Карьера
Алехандро Домингес начал заниматься футболом с 7-ми лет. Он — воспитанник клубов «Ланус» и «Кильмес». С 2000 года он начал выступать за основную команду «Кильмеса», за которую провёл 25 матчей и забил 6 голов. В 2001 году он перешёл в «Ривер Плейт», за который играл 3 года, проведя 29 матчей и забив 9 голов. В последнем сезоне в «Ривере» Домингес провёл 11 матчей и забил 2 гола. 1 февраля 2004 года Домингес был куплен российским клубом «Рубин», заплатившим за форварда 1,5 млн евро, несмотря на то, что им интересовался другой российский клуб «Торпедо-Металлург», у которого Домингес был на просмотре. Переговоры по переходу шли очень тяжело, трансферный договор переписывали несколько раз.
18 февраля Домингес дебютировал в «Рубине» в товарищеской игре с нидерландским клубом АДО Ден Хааг, завершившейся вничью 1:1. 5 марта сыграл в первом официальном матче за «Рубин», в игре 1/8 Кубка России с московским «Локомотивом»; игра завершилась со счётом 1:1, а Домингес был одним из лучших на поле. 13 марта сыграл первую игру в чемпионате России, в которой «Рубин» встречался с «Аланией» и которая завершилась нулевой ничьей. В первом сезоне в России Домингес сыграл 22 матча и забил 2 гола (оба с пенальти); два месяца Домингес пропустил из-за разрыва приводящей мышцы бедра.
Во втором своём сезоне в «Рубине» Домингес забил 6 голов, включая гол со штрафного в ворота «Локомотива» ударом с 17-ти метров; подобные голы Домингес часто забивал во времена игры в Аргентине. Зимой 2006 года руководство «Рубина» планировало продать аргентинца, однако, не получив выгодных предложений, оставило игрока в своём клубе. В этом, третьем для себя в «Рубине», сезоне Алехандро забил 13 мячей в чемпионате, 2 мяча в Кубке России, и 2 мяча в еврокубках.

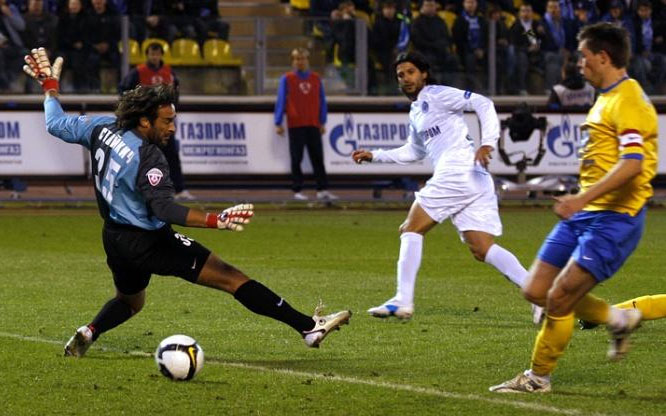
Домингес в составе «Зенита» забивает гол

В межсезонье 2006/2007 годов сумма его трансфера из казанского клуба «Рубин» в «Зенит» составила 7 млн евро, став рекордной для перехода внутри российского чемпионата на тот момент. 12 марта 2009 года после двух сезонов в «Зените» вернулся в «Рубин» за 4 млн евро, подписав однолетний контракт.
В 2009 году был признан лучшим игроком чемпионата России по версии РФС и тренеров клубов РФПЛ, прокомментировав это так: «Я очень рад этой награде. Для меня она оказалась в какой-то степени неожиданной. В чемпионате России есть немало сильных игроков, которые заслуживали победы не меньше, чем я. Поэтому моя победа была неочевидной».
После матча с миланским «Интернационале» в Лиге чемпионов 10 декабря Домингес объявил, что покидает «Рубин» и переходит в «Валенсию».

«„Валенсия“ — большой, даже великий клуб. Его интерес к моей персоне — приятный сюрприз. Я много работал, чтобы добиться признания, чтобы меня заметили. Моя семья, безусловно, рада этой возможности — жить в таком городе, как Валенсия. Мне много рассказывали о нём и о команде испанцы „Рубина“ — Сесар Навас, Рауль Гонсалес. Их отзывы были исключительно положительными. Мне интересен новый вызов в карьере. При этом я буду скучать по России, по Казани и тем партнёрам, с которыми мы вместе провели фантастический год»
14 декабря, после медобследования, соглашение Домингеса с «Валенсией» было оформлено; футболист подписал контракт с клубом на 3,5 года с ежегодной заработной платой 1,5 млн евро в год. Домингес дебютировал в составе «Валенсии» 10 января 2010 года в матче чемпионата Испании с «Хересом», выйдя на замену на 75-й минуте игры, завершившейся победой «летучих мышей» со счётом 3:1. 27 апреля Домингес был отстранён на неделю от тренировок «Валенсии», за то, что отказался заниматься с тренером по физподготовке, недовольный решением главного тренера клуба не поставить его на матч с «Депортиво Ла-Корунья». В тот же день Алехандро извинился за своё поведение. Всего в первом сезоне Алехандро провёл 14 матчей, в большинстве игр выходя на замену вместо Давида Вильи или Давида Сильвы. При этом Домингес появлялся на несвойственной ему позиции центрфорварда
Во втором сезоне в составе «Летучих мышей» он по-прежнему чаще выходил на поле со скамьи запасных, проиграв конкуренцию Роберто Сольдадо и Арицу Адурису. А когда аргентинец стал набирать форму, забив свой первый гол за клуб, поразив ворота «Бурсаспора», то он получил травму подколенного сухожилия. В мае 2011 года к Домингесу вновь стали присматриваться российские футбольные клубы. В июне 2012 года покинул «Ривер Плейт» и вернулся в «Валенсию», которая выставила его на трансфер. Летом «Рубин» сделал предложение Домингесу, тот в свою очередь взял время на раздумье.
В августе 2012 года Домингес перешёл в клуб «Райо Вальекано». По словам футболиста, одной из причин своего перехода именно в этот клуб является схожесть формы «Райо Вальекано» с комплектом формы «Ривер Плейта».
2 июля 2013 года стал игроком греческого «Олимпиакоса». 23 октября 2013 года забил первый гол за «Олимпиакос» в матче против «Бенфики» в групповом этапе Лиги чемпионов.
28 июня 2019 года, проведя год без клуба, Домингес принял решение завершить карьеру, о чём сообщил в своем твиттере.

## Достижения

### Командные
Сборная Аргентины
- Чемпион мира U-20: 2001

 «Ривер Плейт»
- Чемпион Аргентины: (2) Кл. 2002, Кл. 2003
- Победитель Второго дивизиона Аргентины: 2011/12

 «Зенит»
- Чемпион России: 2007
- Обладатель Суперкубка России: 2008
- Обладатель Кубка УЕФА: 2007/08
- Обладатель Суперкубка УЕФА: 2008

 «Рубин»
- Чемпион России: 2009

 «Олимпиакос»
- Чемпион Греции: 2013/14, 2014/15, 2015/16, 2016/17
- Обладатель Кубка Греции: 2014/15

### Личные
- Лучший иностранный игрок российской премьер-лиги по оценке газеты «Спорт-Экспресс»: 2006
- В списках 33 лучших футболистов чемпионата России (2): № 1 (2009), № 2 (2006)
- Лучший футболист России по версии «Спорт-Экспресс»: 2009[31]
- Лучший футболист России по версии еженедельника «Футбол»: 2009[32]
- Лучший футболист России по версии РФС: 2009[15]
- Лучший футболист России по версии тренеров клубов РФПЛ: 2009[16]

## Личная жизнь
Домингес женат, процедура бракосочетания состоялась сразу после подписания контракта с «Рубином». Первый сын Агустин. 8 августа 2010 года родился второй сын Баутиста. По традиции Алехандро сделал татуировку на правой руке с датой рождения малыша.

## Статистика

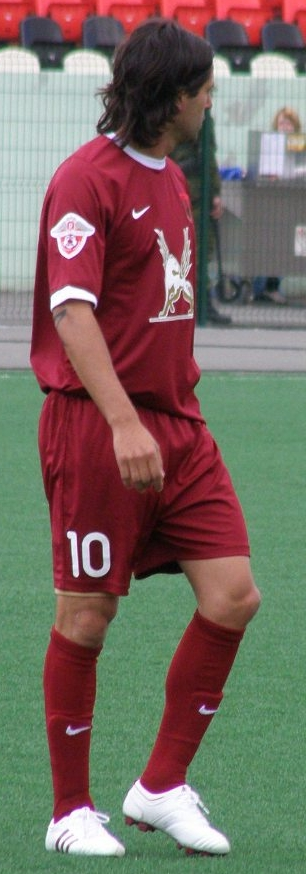
Домингес в составе «Рубина»

| Сезон   | Клуб           | Лига                    | Чемпионат | Чемпионат | Кубок | Кубок | Еврокубки | Еврокубки |
| Сезон   | Клуб           | Лига                    | Игры      | Голы      | Игры  | Голы  | Игры      | Голы      |
| ------- | -------------- | ----------------------- | --------- | --------- | ----- | ----- | --------- | --------- |
| 2000    | Кильмес        | Примера А               | 25        | 6         |       |       |           |           |
| 2001    | Ривер Плейт    | Примера А               | 2         | 2         |       |       |           |           |
| 2002    | Ривер Плейт    | Примера А               | 15        | 5         |       |       |           |           |
| 2003    | Ривер Плейт    | Примера А               | 12        | 2         |       |       |           |           |
| 2004    | Рубин          | Российская премьер-лига | 18        | 2         | 3     | 0     | 1         | 0         |
| 2005    | Рубин          | Российская премьер-лига | 22        | 6         | 2     | 0     | 0         | 0         |
| 2006    | Рубин          | Российская премьер-лига | 23        | 13        | 4     | 2     | 3         | 2         |
| 2007    | Зенит (СПб)    | Российская Премьер-лига | 24        | 3         | 4     | 3     | 7         | 0         |
| 2008    | Зенит (СПб)    | Российская Премьер-лига | 22        | 4         | 1     | 0     | 5         | 0         |
| 2009    | Рубин          | Российская Премьер-лига | 23        | 16        | 2     | 0     | 6         | 2         |
| 2009/10 | Валенсия       | Примера                 | 13        | 0         | 1     | 0     | 0         | 0         |
| 2010/11 | Валенсия       | Примера                 | 9         | 0         | 0     | 0     | 6         | 1         |
| 2011/12 | Ривер Плейт    | Примера B               | 34        | 4         | 1     | 1     | 0         | 0         |
| 2012/13 | Райо Вальекано | Примера                 | 33        | 5         | 0     | 0     | 0         | 0         |
| 2013/14 | Олимпиакос     | СуперЛига               | 12        | 3         | 0     | 0     | 0         | 0         |